# Marcin Kojder
Marcin Maciej Kojder (ur. 1975, zm. 1 lutego 2025) – polski językoznawca, doktor habilitowany nauk humanistycznych.

## Życiorys
Studiował filologię na Katolickim Uniwersytecie Lubelskim Jana Pawła II, w 2005 r. doktoryzował się na podstawie pracy zatytułowanej Antroponimia historyczna mieszkańców starostwa hrubieszowskiego w XVII i XVIII wieku, której promotorem był prof. Feliks Czyżewski, w 2019 r. uzyskał habilitację za pracę Antroponimia historyczna wiernych chełmskiej diecezji grecko-unickiej (1662-1810).
Pracował na stanowisku adiunkta w Instytucie Językoznawstwa i Literaturoznawstwa na Wydziale Filologicznym Uniwersytetu Marii Curie-Skłodowskiej w Lublinie.
Został pochowany w Lublinie.

## Odznaczenia
- Medal Komisji Edukacji Narodowej[1]